# Pedostrangalia signifera
Pedostrangalia signifera är en skalbaggsart som beskrevs av Holzschuh 1999. Pedostrangalia signifera ingår i släktet Pedostrangalia och familjen långhorningar. Inga underarter finns listade i Catalogue of Life.